# Hooi

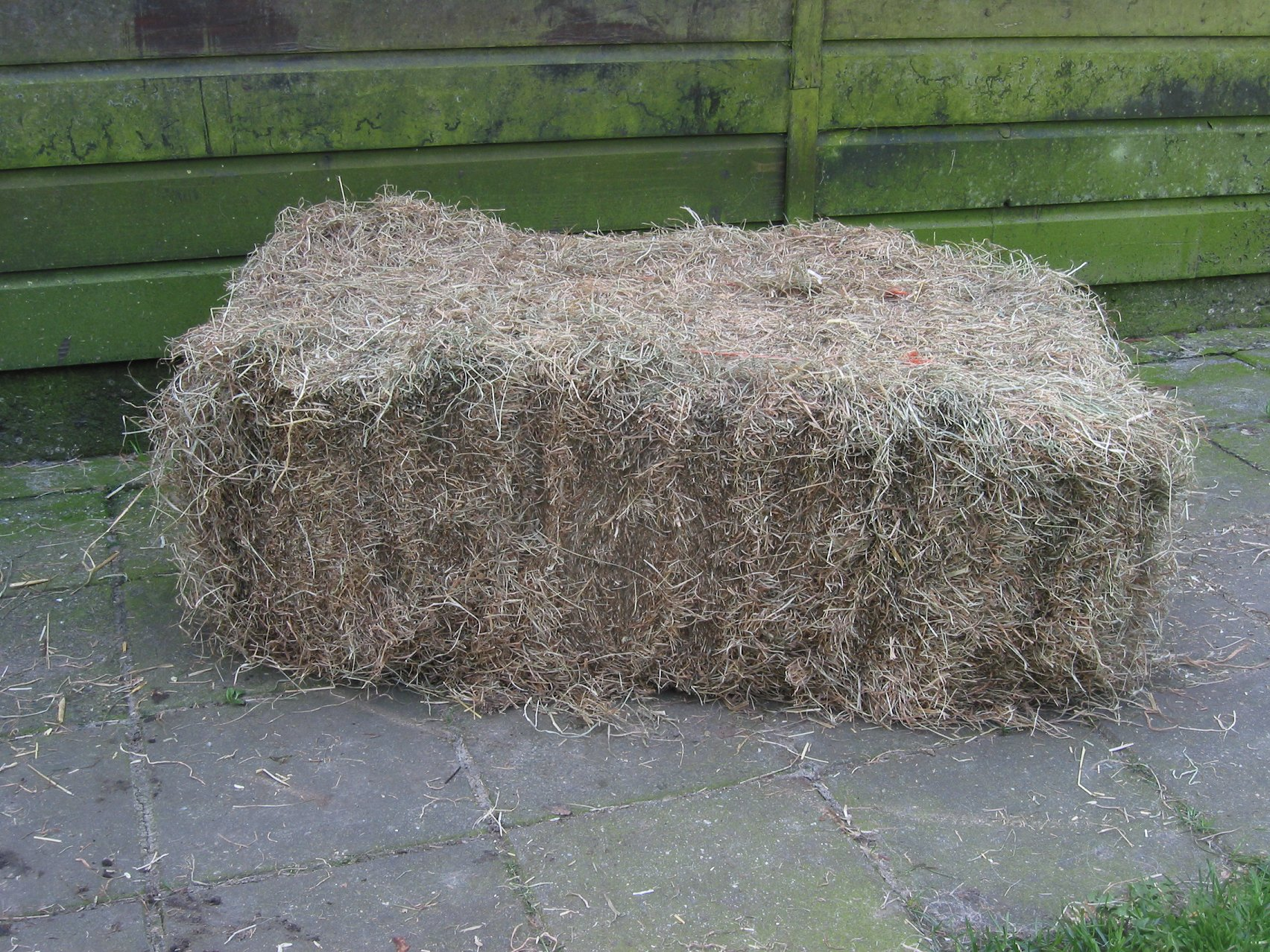
Baal hooi

Hooi bestaat hoofdzakelijk uit gedroogd gras, maar er zitten ook andere planten in die tussen het gras groeien. Ook is er luzernehooi dat uit gedroogde luzerne bestaat.
Hooi wordt gebruikt als voedsel voor dieren tijdens de winter of in droge perioden als er weinig grasgroei is. Vroeger werd het veel aan vee op boerderijen gevoerd, maar tegenwoordig veel meer aan de verschillende herbivoren die als huisdier, zoals paarden, schapen en geiten of in dierentuinen worden gehouden. Hooi wordt gemaakt door een weide te maaien en het gemaaide gras enige tijd te laten liggen om het te laten drogen in de zon. Wel moet het gras enkele malen geschud worden om het goed droog te krijgen.
Om voldoende opbrengst te krijgen moet een weide wel bemest worden. Toen er nog geen kunstmest beschikbaar was gebeurde dat in de middeleeuwen door mineraalrijk water uit beken en bronnen over het weiland te laten stromen, de zogeheten graslandbevloeiing.
Het drogestofgehalte van hooi is ongeveer 80%, terwijl gras een drogestofgehalte van 20% heeft.

## Hooitijd
Traditioneel - d.w.z. voor de introductie van de moderne landbouw (ca. 1950-1960) - begon de hooitijd in de eerste helft van juni. "Sint-Barnabas" (11 juni) maait het gras". Rond Sint-Jansmis (24 juni) was het hooi doorgaans geborgen, als het weer meeviel. Weiden langs een rivier of andere natte plekken ('meersen') werden een paar weken later gehooid. In de Schelde- en Dendermeersen startten landbouwers nooit met maaien voor Sint-Pietersdag (29 juni). Meestal werd gewacht tot juli. Juli is trouwens de Hooimaand. De eerste hooitijd was dus in juni, doorgaans volgde er nog een tweede in augustus.

## Kwaliteit
Hoe jonger het gemaaide gras hoe hoger de voederkwaliteit. Als gras gaat doorschieten (bloemstengels gaat vormen) wordt het minder gemakkelijk verteerbaar, waardoor het voor melkkoeien die een hoge productie moeten leveren minder geschikt is. Veel paarden daarentegen zijn gebaat bij wat minder voedzaam hooi doordat ze gemakkelijk vervetten als ze geen zwaar werk hoeven te verrichten. Hooi van gras geteeld voor zaaizaad, het zogenoemde graszaadhooi, heeft ook een lage voederwaarde.

## Opslag
Hooi werd vroeger opgeslagen in een hooiberg, maar tegenwoordig geperst in hooibalen, die in een schuur opgestapeld worden. Als het hooi te vochtig is kan er later brand ontstaan in het hooi als gevolg van hooibroei. Om broei tegen te gaan, kan gebruik worden gemaakt van een hooiventilator. Tijdens de opbouw van het hooivak moet dan een ventilatiekanaal worden vrijgehouden, waarvoor de hooiventilator wordt geplaatst. Bijkomend voordeel is dat het hooi iets minder goed gedroogd naar binnen kan worden gehaald. Een andere manier om broei tegen te gaan is het hooi van plastic voorzien. Deze methode wordt gebruikt bij hooibalen. Door het plastic kan er geen zuurstof bij het hooi komen, zodat dit niet kan ontbranden.
Hooi kan machinaal naar het hooivak worden getransporteerd met behulp van een hooiblazer of een hooi-elevator. Een hooi-elevator kan ook worden gebruikt om hooibalen naar het hooivak te transporteren.
De typerende geur van hooi wordt vooral veroorzaakt door de aanwezigheid van coumarine samen met een aantal verwante stoffen. Bij het drogen van de planten komt de stof vrij uit de suikerketens waar het in de levende plant aan gebonden is. Coumarine komt voor in vele soorten planten, zoals gewoon reukgras, veenreukgras, akkerhoningklaver, rolklaver.
In de moderne veeteelt is de functie van hooi vervangen door kuilgras.

## Uitdrukkingen met hooi
- te hooi en te gras (op willekeurige tijden)
- te veel hooi op de vork nemen (meer doen dan je aankan)
- zoeken naar een speld in een hooiberg (zoeken naar iets dat bijna onvindbaar is)
- wat een zak hooi (wat een minkukel)

## Afbeeldingen

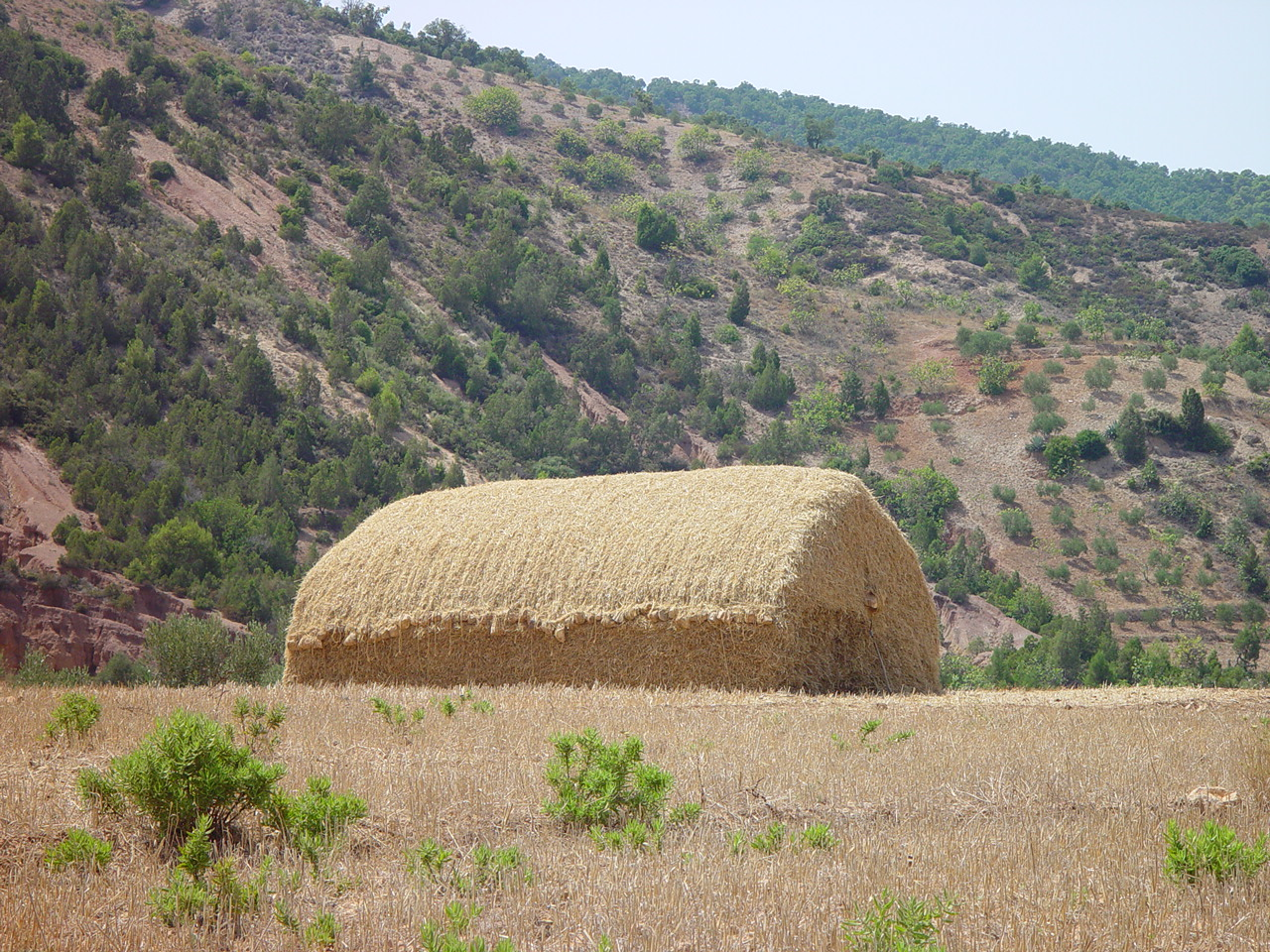
Opgeslagen hooi in Marokko
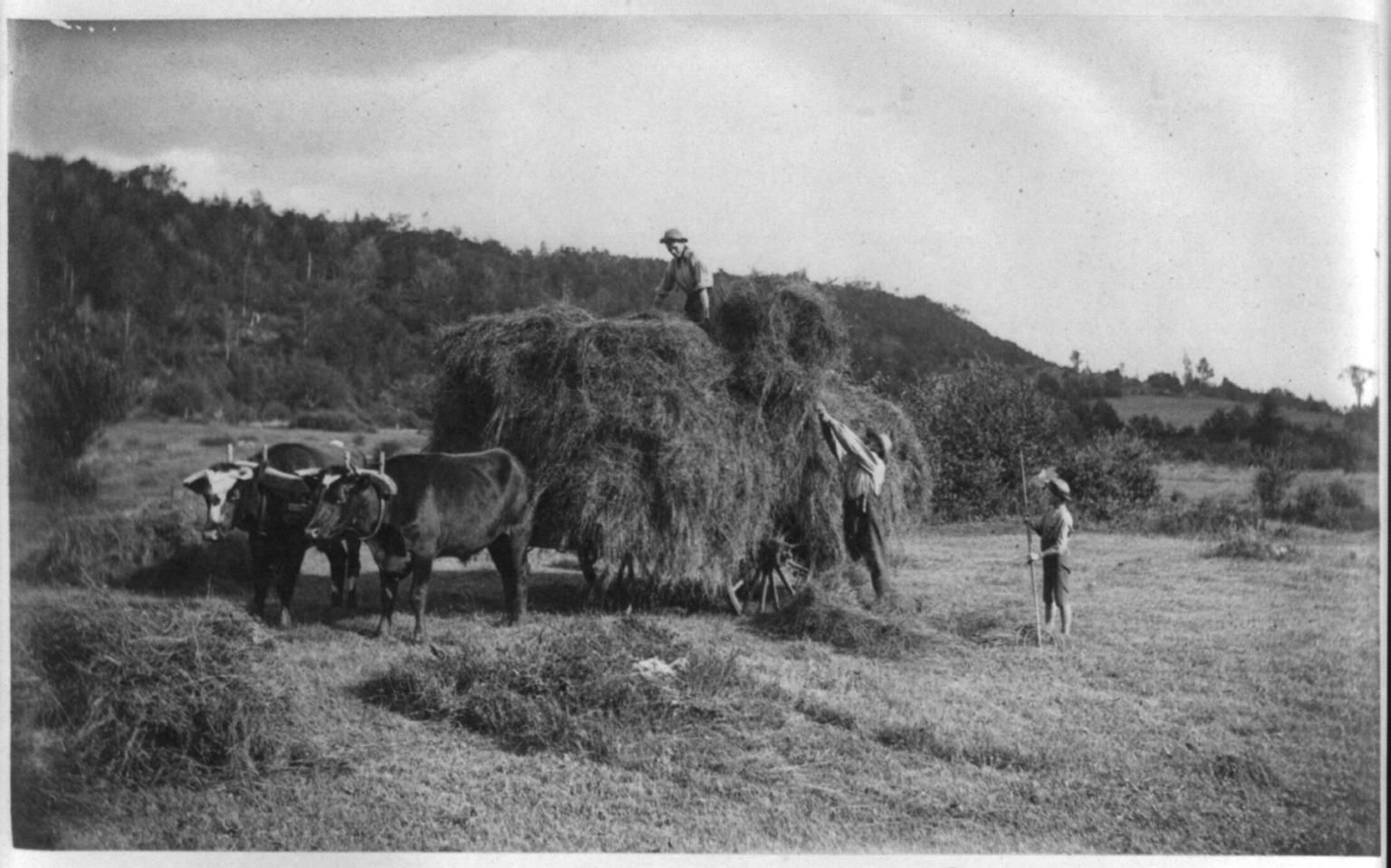
Hooi op een hooiwagen laden in de Verenigde Staten aan het einde van de 19e eeuw
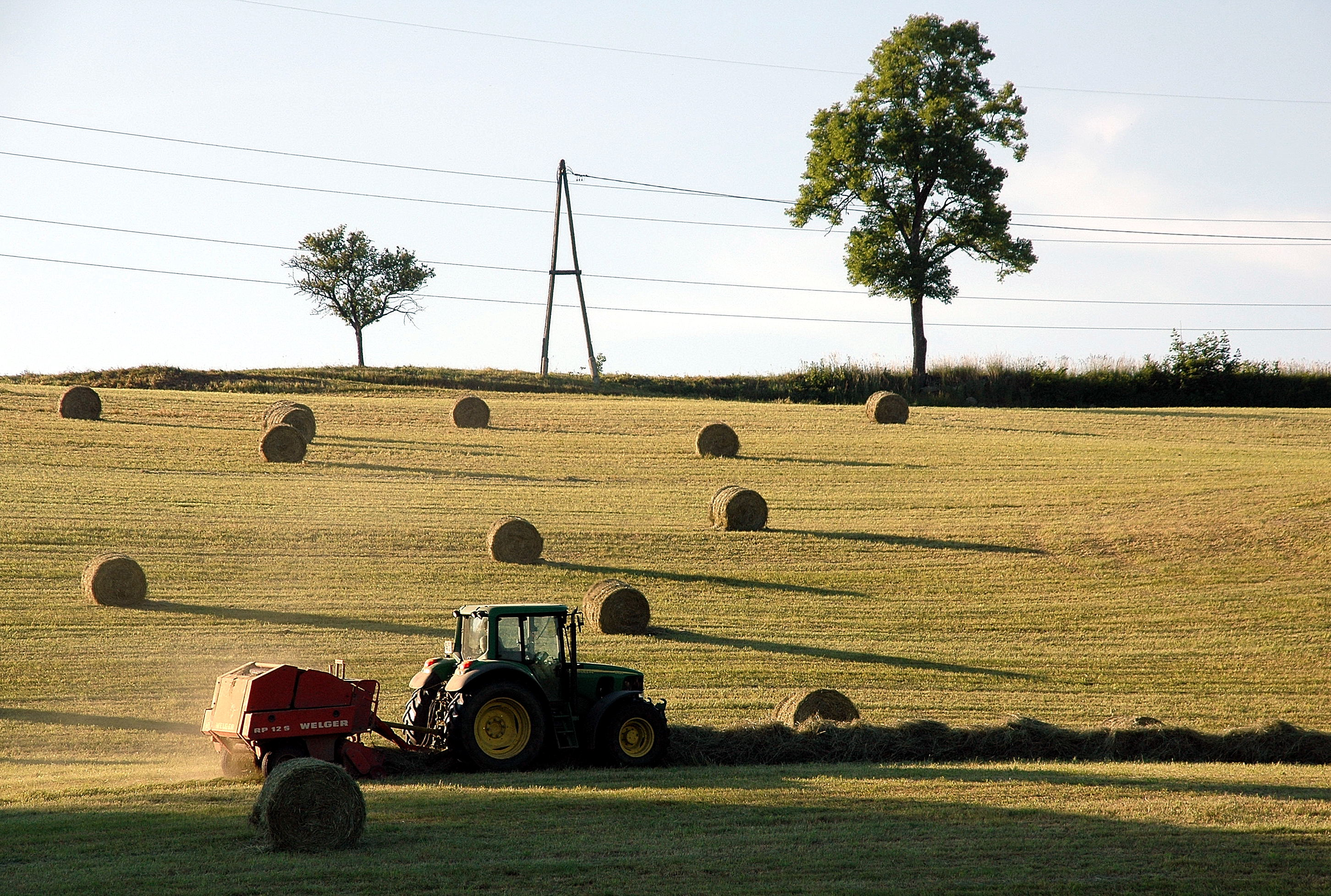
Hooioogst in Oostenrijk
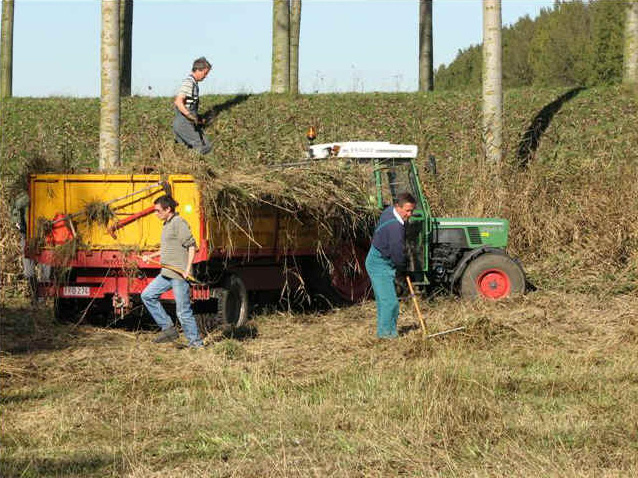
Verwijderen van hooi om de bodem te verschralen van natuurgebied in Vlaanderen